# Legea egalității în ce privește libertatea
Legea egalității în ce privește libertatea este o doctrină care susține că libertatea individuală implică recunoașterea fiecărui individ a egalității în dreptul (în Dreptul subiectiv) la libertate individuală/libertate negativă. Prima sa denumire, nu și concepție, i-a fost făcută de Herbert Spencer , care spune că "[...] fiecare om poate pretinde deplină libertate în ce privește exercitarea facultăților sale compatibile cu posesia de libertate, a oricărui alt om." Sau, cum de asemenea, a spus-o  într-un alt mod, "fiecare are libertatea de a face tot ce vrea, cu condiția să nu încalce vreodată aceeași libertate, vreunui oricare alt om."
Această doctrină a avut influență asupra  teoreticienilor politici, inclusiv asupra liberalismului și socialismului .
Spencer vede începuturile acestor convingeri ale sale în principiile evoluției științifice. El gândea că umana fericire este o emoție evoluată. Spencer a susținut că "omul își poate atinge scopurile propuse numai prin intermediul exercitării competențelor sale"
și, prin urmare, că un astfel de exercițiu trebuie să aibă echivalența oricărui alt drept uman, și că restricția în ce privește libertatea negativă a altei persoane o împiedică pe aceasta să își realizeze fericirea. Dar acest lucru, prezumat ca un model de etică universala, ar trebui să fie aplicat tuturor persoanelor individuale, cu alte cuvinte, ca un cod moral care se aplice tuturor persoanelor. Prin urmare, dacă o persoană restricționează o altă persoană să facă același lucru ca și ea, atunci acea persoană și-a  excedat drepturile. Ca urmare, drepturile sunt egale între toate persoanele. Legea egalității în ce privește libertatea este strâns legată de eficiența Pareto , în esență, prevăzând că orice organizare în alocarea resurselor pe care o poate obține cel puțin o persoană, în cel mai bun dintre cazuri, fără a înrăutăți cu ceva situația vreunei oricare altă persoană, este optimă sau eficientă.